# Podlož
Podlož – wieś w Słowenii, w gminie Loška dolina. W 2018 roku liczyła 42 mieszkańców.